# Michael Liebel

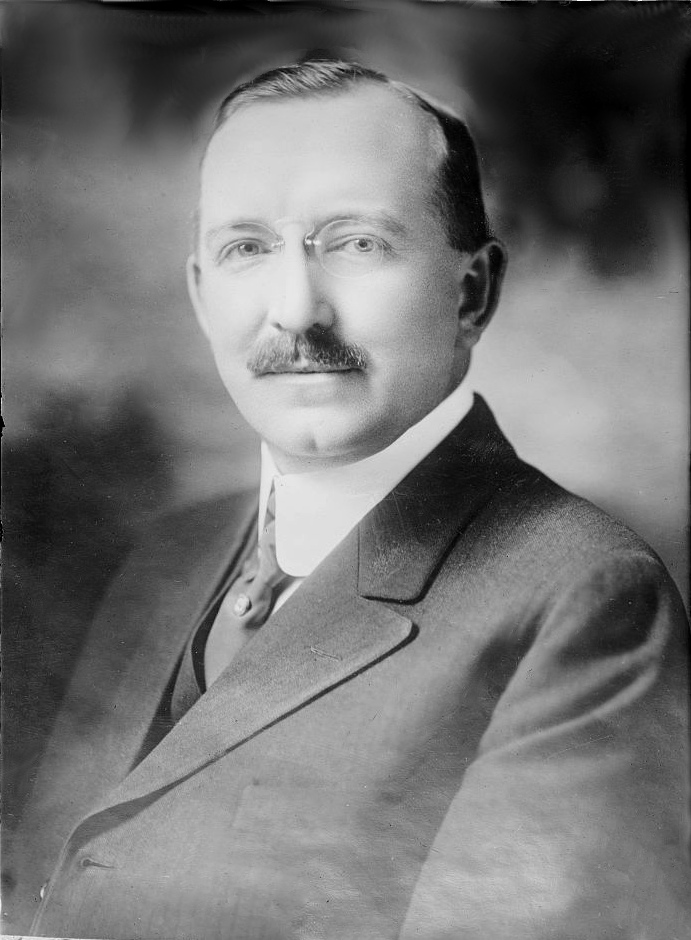
Michael Liebel

Michael Liebel junior (* 12. Dezember 1870 in Erie, Pennsylvania; † 8. August 1927 in Philadelphia, Pennsylvania) war ein US-amerikanischer Politiker.

## Leben
Liebel besuchte das Canisius College in Buffalo im Bundesstaat New York und arbeitete danach für fünf Jahre bei der New York, Chicago & St. Louis Railroad in Buffalo. Liebel kehrte nun nach Erie zurück und wurde im Eisenwarenhandel tätig. 1906 bis 1911 war er Bürgermeister von Erie. Liebel, der von 1908 bis 1924 mit Ausnahme von 1922 jeweils Delegierter auf der vierjährlich stattfindenden Democratic National Convention war, wurde für seine Partei in den 64. Kongress gewählt und vertrat dort vom 4. März 1915 bis zum 3. März 1917 den Bundesstaat Pennsylvania im US-Repräsentantenhaus. 1916 stand er nicht für eine erneute Kandidatur zur Verfügung. Nach seinem Ausscheiden aus der Politik kehrte in seinen früheren Beruf zurück. Liebel starb 1927 in Philadelphia und wurde auf dem Trinity Cemetery in Erie beigesetzt.